# Социалистическая партия (СССР)
Социалистическая партия — политическая партия в СССР.

## Первого формирования
Впервые образована А. И. Ганюшкиным в 1972 году в Тюмени. Ганюшкин подготовил и распространил «Программу социалистической партии Советского Союза». Основатель партии был задержан органами госбезопасности по ст. 70 УК РСФСР («Антисоветская агитация и пропаганда»). В декабре 1972 г. в Тюменском областном суде было рассмотрено дело Социалистической партии Советского Союза, основатель был признан невменяемым и отправлен на принудительное лечение в Казанскую СПБ.

## Второго формирования
Повторно образована на учредительном съезде в Москве, проходившем 23-24 июня 1990 г. Лидеры: Б. Кагарлицкий, В. Комаров, В. Кондратов, А. Абрамович, А. Баранов, В. Лепехин, А. Колпакиди.
Программные цели — защита интересов наемных работников «как той части общества, которая наиболее отчуждена от средств производства, власти, к продуктов труда», способствование созданию «общества самоуправляющегося социализма».
Во второй половине 1990 г. партия организовала в рамках Моссовета фракцию «Московские левые» (12 членов + 12-13 сторонников), в ноябре 1991 г. преобразована во «Фракцию труда» (более 30 человек). Аналогичная фракция действовала в Иркутском облсовете, были отдельные депутаты в городских советах других городов (Санкт-Петербург, Кимры).
В мае-июне 1991 г. основные усилия московской секции партии были сосредоточены на выборах мэра Москвы. Поддерживаемый партией кандидат Т. Корягина собрала 11000 подписей, не преодолев 35-тысячного барьера.
26-27 октября 1991 г. в Москве был проведён III съезд партии (присутствовали около 30 делегатов и 20 приглашённых). Большинством в 1 голос съезд принял резолюцию, одобряющую работу оргкомитета по созданию «Партии труда». Но местные секции, особенно — Петербургская и Челябинская, расценили это как давление и В. Лепехин в знак протеста вышел из исполкома партии, а В. Комаров (Петербург) и Воронин (Иркутск) решили бойкотировать его заседания.
После III съезда работа московской организации почти целиком сосредоточилась на формировании Партии труда. 13-16 декабря 1991 г. в Санкт-Петербурге прошёл съезд партии (присутствовало около 10 человек), который большинством московской секции был проигнорирован. На нем было решено переименовать Социалистическую партию в партию «Новые левые», была принята новая редакция устава и программы, был избран координатор партии (В. Комаров) и секретарь (А. Абрамович).
В январе-феврале 1992 года деятельность партии была практически прекращена, хотя официально партия не была распущена.